# Дюр, Арне
Арне Дюр (нем. Arne Dür; род. 10 июля 1959) — австрийский шахматист, международный мастер (1982).
Участник 2-х чемпионатов Европы среди юниоров (1975/76—1976/77) и 3-х чемпионатов мира среди юниоров (1976/77—1978).
Многократный участник различных соревнований в составе национальной сборной по шахматам:
- 2 олимпиады (1978 и 1984).
- 2 командных чемпионата мира среди участников до 26 лет (1981—1983).
- 23-й Кубок Клары Бенедикт (1979) в Кливленде.
- 7-й Кубок Митропы[нем.] (1982) в г. Бургуэн-Жальё. Команда Австрии заняла 3-е место.
- 8-й командный чемпионат Европы (1983) в г. Пловдиве (предварительный этап).

## Изменения рейтинга
| Графики недоступны из-за технических проблем. См. информацию на Фабрикаторе и на mediawiki.org. |